# (159857) 2004 LJ1
2004 أل جاي 1 (ويعرف أيضًا باسم (159857) 2004 أل جاي 1 وفق تسمية الكوكب الصغير) (بالإنجليزية: 2004 LJ1)‏ هو كويكب ضمن حزام الكويكبات؛ وترتيبه 159857 من حيث الاكتشاف.
اكتُشف هذا الجُرم الفلكي بواسطة بحث لنكولن عن الكويكبات القريبة من الأرض في 10 يونيو 2004.

## وصلات خارجية
- (159857) 2004 LJ1 في قاعدة بيانات مختبر الدفع النفاث لأجرام النظام الشمسي الصغيرة

- الاكتشاف · مخطط المدار ·  العناصر المدارية · المعلمات المادية

- (159857) 2004 LJ1 على موقع ويكي سكاي: DSS2, SDSS, GALEX, IRAS, Hydrogen α, X-Ray, Astrophoto, Sky Map, Articles and images